# Operation Fortitude

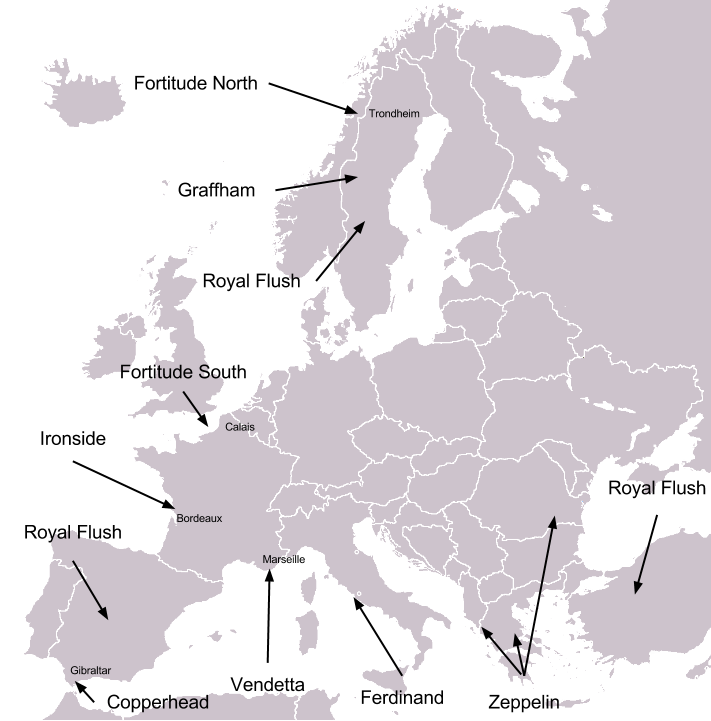
Karte der Täuschungsaktionen der Operation Bodyguard

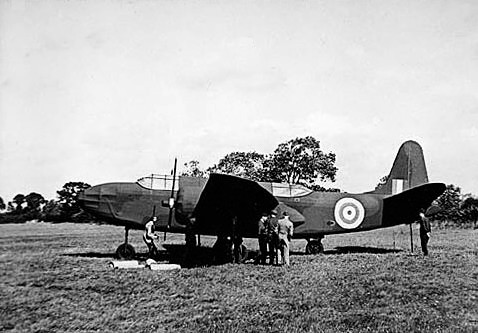
Flugzeugattrappe der Briten (Oktober 1943)

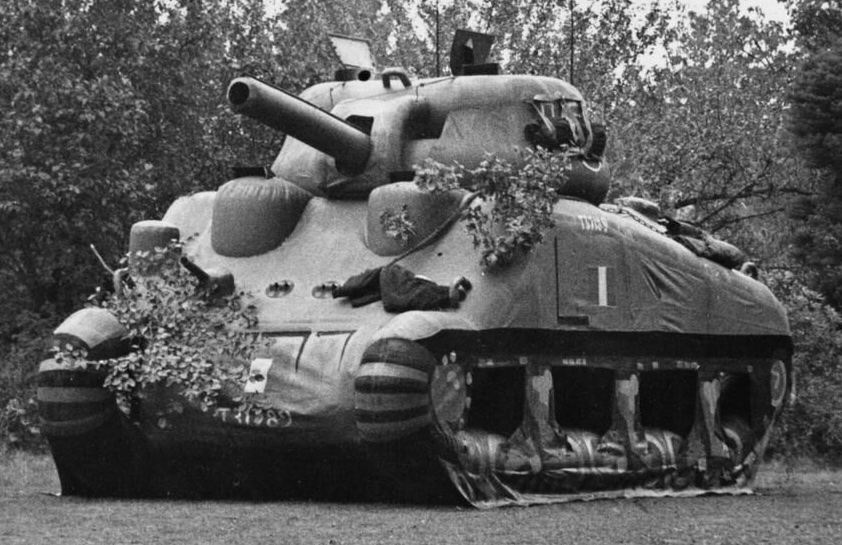
Aufblasbare Attrappe des M4 Sherman

Operation Fortitude (deutsch Tapferkeit, Stärke) war eine Täuschungsaktion im Zweiten Weltkrieg zur Verschleierung der Operation Overlord (Alliierte Invasion in der Normandie). Die übergeordnete Planung zur Verschleierung aller alliierten Pläne betreffend Europa hieß Operation Bodyguard.
Die Alliierten stellten ab 1943 für ihre Operationen in Schottland und an der schmalsten Stelle des Ärmelkanals zwischen England und Frankreich bei Dover Attrappen von Panzern, Flugzeugen, Artilleriegeschützen und anderem Kriegsmaterial aus Holz oder Gummi als Ablenkung auf und übten in der Themse Landungsmanöver.

## Operation Quicksilver
1943 starteten die US-Amerikaner eine Operation, um die deutsche Aufklärung über den Ort und den Beginn einer möglichen Invasion des westeuropäischen Festlands im Unklaren zu lassen. Dies ging so weit, dass eine fiktive 1. US-Heeresgruppe (FUSAG, the First United States Army Group) mit allem, was dazugehörte, erfunden wurde, genannt Operation Quicksilver. In gefälschten Funksprüchen wurde George S. Patton als Kommandeur ausgegeben und die verschiedensten Landungsmöglichkeiten von der Straße von Dover bis Norwegen verbreitet. Zusätzlich wurden Meldungen über Hochzeitstermine und Sportereignisse der erfundenen Soldaten abgesetzt. Bei einer echten Invasion würde der Landeplatz bombardiert werden, daher wurden Strände und Eisenbahnen im Pas-de-Calais schon Tage vor der Invasion bombardiert.

## Operation Skye
Im Verlauf der Operation Fortitude North bzw. der Operation Skye wurde von Schottland aus Funkverkehr simuliert, um die Deutschen glauben zu lassen, dass eine Invasion im von ihnen besetzten Norwegen stattfinden würde. Als Konsequenz beließen die Deutschen Truppen in Norwegen, die sonst nach Frankreich verlegt worden wären. Bis zum Frühjahr 1944 waren 13 deutsche Divisionen in Norwegen stationiert. Auch kreierten die Briten die nicht existente 4. Armee, die als fiktiver Verband zur Durchführung der angeblichen Invasion dienen sollte. 

## Double-Cross-System
Der britische Geheimdienst MI5 hatte das Double-Cross System, auch XX System genannt, um deutsche Agenten ausfindig zu machen und gefangen zu nehmen. Der MI5 stellte diese Agenten der Operation Fortitude zur Verfügung. Man stellte sie vor die Wahl „Kooperation oder Hinrichtung“; alle wurden Doppelagenten. Sie lieferten Falschinformationen des MI5 an den deutschen Abwehr- bzw. Sicherheitsdienst. Das Double-Cross-System wurde nicht nur auf den Britischen Inseln, sondern weltweit praktiziert. Andere Doppelagenten wie beispielsweise Joan Pujol García streuten gezielt Falschinformationen. Wichtige Entscheider des Dritten Reichs in Wehrmacht und NS-Regime fühlten sich in ihren Prognosen bestärkt.

## Sonstiges
Auch vor der Landung auf Sizilien gab es ein erfolgreiches Täuschungsmanöver, die Operation Mincemeat.
Der Geheimdienst der Royal Navy staffierte eine Leiche als ertrunkenen britischen Offizier aus, der Kurierbriefe hoher Generäle bei sich trug. In den Briefen wurde erwähnt, Korsika, Sardinien und der Peloponnes seien die nächsten Angriffsziele.